# Ишихара тест
Ишихара тест је тест за далтонисте који имају проблема са распознавањем црвених и(ли) зелених нијанси. Назван је по аутору теста, доктору Шинобуу Ишихари, професору на Универзитету у Токију, који је први објавио тестове, 1917. године.
Тест чини низ од 38 таблица на којима су исцртани кругови испуњени тачкама разних величина. Ове тачке су распоређене наизглед насумично, и обојене су благим варијацијама неколико боја, тако да оцртавају број кога посматрач треба да разазна. На основу ових тестова се може утврдити да ли је испитана особа далтониста, и који вид далтонизма има. Постојање дефицијенције се обично може утврдити након не више од четири таблице.
Честе слике укључују круг са тачкама у нијансама зелене и светлоплаве, где је фигура у нијансама браон боје, или круг са тачкама у нијансама црвене, наранџасте и жуте, где је фигура у нијансама зелене боје; први од ова два је тест за протанопију, а други за деутеранопију.

## Галерија
- Таблица број 1, на којој је приказан број 12
- Таблица број 11, на којој је приказан број 6
- Таблица број 19, на којој је приказан број 2
- Таблица број 23, на којој је приказан број 42